# Tiba Panna
Tiba Panna (Budapest, 2007. május 22. –) magyar válogatott vízilabdázó, jelenleg az UVSE Hunguest Hotels játékosa.

## Pályafutása
2023. április 19-én az Athénban rendezett világkupa selejtezőn góllal mutatkozott be a felnőtt válogatottban az USA ellen. 2023 szeptemberében junior világbajnok lett. 2024-ben második volt a junior Eb-n, harmadik az ifjúsági világbajnokságon.

## Sikerei
- Magyar bajnokság:
  - Aranyérmes: 2020–2021, 2021–2022, 2023–2024
  - ezüstérmes: 2024–2025
- Magyar vízilabdakupa:
  - Győztes: 2023, 2024
  - Döntős: 2022

- LEN Euro kupa:
  - Győztes: 2022–23

- Világbajnokság
  - ezüstérmes: 2025
- U20-as világbajnokság
  - aranyérmes: 2023
- U19-es Európa-bajnokság
  - ezüstérmes: 2022, 2024
- U18-as világbajnokság
  - bronzérmes: 2022, 2024
- U17-es Európa-bajnokság
  - aranyérmes: 2023
  - U16-os Világbajnok
  - Aranyérem 2023.
  - U15-os Európa-bajnokság
  - Aranyérem 2022

## Statisztika

### Klubcsapatokban
Legutóbb 2023. június 5-én lett frissítve.
| Klub                 | Szezon         | Bajnokság      | Bajnokság | Bajnokság | Kupa  | Kupa  | Európai kupák | Európai kupák | Összesen | Összesen |
| Klub                 | Szezon         | Liga           | Mérk.     | Gólok     | Mérk. | Gólok | Mérk.         | Gólok         | Mérk.    | Gólok    |
| -------------------- | -------------- | -------------- | --------- | --------- | ----- | ----- | ------------- | ------------- | -------- | -------- |
| UVSE Hunguest Hotels | 2020–21        | OB I           | 1         | 0         | —     | —     | —             | —             | 1        | 0        |
| UVSE Hunguest Hotels | 2021–22        | OB I           | 2         | 4         | —     | —     | —             | —             | 2        | 4        |
| UVSE Hunguest Hotels | 2022–23        | OB I           | 17        | 17        | 3     | 2     | 11            | 10            | 31       | 29       |
| UVSE Hunguest Hotels | Összesen       | Összesen       | 20        | 21        | 3     | 2     | 11            | 10            | 34       | 33       |
| Teljes karrier       | Teljes karrier | Teljes karrier | 20        | 21        | 3     | 2     | 11            | 10            | 34       | 33       |

1. ↑  Az összes mérkőzései a nemzetközi kupákban.

### A válogatottban
| Magyarország | Magyarország | Magyarország |
| Év           | Mérk.        | Gólok        |
| ------------ | ------------ | ------------ |
| 2023         | 3            | 2            |
| Összesen     | 3            | 2            |